# Aleksandr Wadis
Aleksandr Anatoljewicz Wadis (ros. Александр Анатольевич Вадис, ur. we wrześniu 1906 w Trypolu w guberni kijowskiej, zm. 1968) – radziecki wojskowy pochodzenia ukraińskiego, funkcjonariusz NKWD i Smiersz, generał porucznik.

## Życiorys
W latach 1913–1917 uczeń szkoły w Bachmucie, od XI 1918 bezdomny w Kijowie, 1920–1922 służył w Armii Czerwonej, później parobek, od 1923 działacz Komsomołu, od IX 1924 sekretarz komórki Komsomołu w domu dziecka w Wachniwce, 1928 przyjęty do WKP(b). W latach 1928–1930 ponownie w Armii Czerwonej, w 96 pułku strzeleckim 96 Dywizji Strzeleckiej, od 1930 w OGPU Ukraińskiej SRR. Od X 1931 szef rejonowych oddziałów OGPU, potem NKWD, m.in. 8 V - 2 VIII 1938 w Berdyczowie. Od 9 II 1936 młodszy porucznik, od 23 VIII 1938 porucznik, a od 22 VI 1939 starszy porucznik bezpieczeństwa państwowego ZSRR. 9 XI 1939 28 III 1941 i ponownie 15 IV - 28 VII 1941 szef Zarządu NKWD obwodu tarnopolskiego w stopniu kapitana bezpieczeństwa państwowego, 28 VII mianowany majorem i do 17 XI 1941 był naczelnikiem Wydziału Specjalnego (OO) NKWD 26 Armii. Od 1941 w kontrwywiadzie wojskowym. Od 17 XI 1941 do 4 I 1942 zastępca naczelnika OO NKWD Frontu Południowo-Zachodniego, 4 I – 4 VIII 1942 naczelnik OO NKWD Frontu Briańskiego, 23 IX 1942 – 29 IV 1943 naczelnik OO NKWD Frontu Woroneskiego, od IV 1943 naczelnik Zarządu Rejonowego (UKR) Smiersz Frontu Centralnego, a w latach 1944–1945 Frontu Białoruskiego i 1 Białoruskiego, potem Grupy Wojsk Radzieckich w Niemczech. Od 8 I 1942 starszy major, od 14 II 1943 komisarz bezpieczeństwa państwowego, od 26 V 1943 generał major, a od 25 IX 1944 generał porucznik. W okresie XII 1945 - V 1946 UKR Smiersz Zabajkalsko-Amurskiego Okręgu Wojskowego, a V–X 1946 UKR MGB ZSRR tego okręgu, 27 XI 1947 – 3 I 1951 szef Głównego Zarządu Ochrony MGB ZSRR w transporcie kolejowym i wodnym. Od 3 I do 24 XI 1951 zastępca ministra bezpieczeństwa państwowego Ukraińskiej SRR. W okresie XI 1951 – XII 1953 pracował w Gułagu, potem zwolniony z MWD, a 23 XI 1954 pozbawiony stopnia generała porucznika za „zdyskredytowanie się podczas pracy w organach”.

## Odznaczenia
- Order Lenina (dwukrotnie - 8 lutego 1943 i 31 maja 1945)
- Order Czerwonego Sztandaru (dwukrotnie - pierwszy raz 26 kwietnia 1940)
- Order Kutuzowa I klasy (6 kwietnia 1945)
- Order Kutuzowa II klasy (23 sierpnia 1944)
- Order Wojny Ojczyźnianej I klasy (dwukrotnie - 27 sierpnia 1943 i 29 października 1948)
- Order Czerwonej Gwiazdy (dwukrotnie - 3 listopada 1944 i 24 sierpnia 1949)
- Medal „Za zwycięstwo nad Niemcami w Wielkiej Wojnie Ojczyźnianej 1941–1945”
- Medal „Za wyzwolenie Warszawy”
- Medal „Za zdobycie Berlina”
- Medal za Odrę, Nysę, Bałtyk (Polska Ludowa)
- Odznaka „Zasłużony Funkcjonariusz Bezpieczeństwa” (dwukrotnie)

I 4 ordery polskie, 3 mongolskie i 1 chiński oraz 2 medale ZSRR.